# Wolfgang Stintzing
Wolfgang Stintzing (* 3. August 1856 in Altona; † 21. Mai 1921 in Leipzig) war ein deutscher Jurist.

## Leben
Stintzing war Sohn des Rechtsprofessors Roderich von Stintzing (* 8. Februar 1825 in Altona; † 13. September 1883 in Oberstdorf) und dessen am 1. Mai 1850 in Altona geheirateten Frau Franziska Bokelmann (* 25. Mai 1828 in Flottbek; † 7. November 1908 in Leipzig). Er studierte Rechtswissenschaften in Bonn, Göttingen, Straßburg und Leipzig. Er wurde im Sommersemester 1878 Mitglied im Bonner Kreis. Nach der Promotion 1886 zum Dr. jur. in Rechtswissenschaften an der Universität Leipzig und der Habilitation 1892 für Rechtswissenschaften ebenda war er von 1892 bis 1904 Privatdozent für Rechtswissenschaften an der Juristenfakultät der Universität Leipzig und von 1904 bis 1914 planmäßiger außerordentlicher Professor für Römisches Recht an der Juristenfakultät der Universität Leipzig.

## Schriften (Auswahl)
- Zur Besitzlehre. Kritische Streifzüge. München 1892.
- Nondum est ex empto actio. Eine Untersuchung der Lehre von der exceptio non adimpleti contractus. München 1893, OCLC 903082261.
- Beiträge zur Römischen Rechtsgeschichte. Jena 1901, OCLC 682402483.
- Über die Mancipatio. Leipzig 1904, OCLC 8155432.